# George Müller
Pour les articles homonymes, voir George Müller (homonymie) et Müller.
George Müller (nom de naissance allemand : Johann Georg Ferdinand Müller), né le 27 septembre 1805 à Kroppenstedt en principauté d'Halberstadt et mort le 10 mars 1898 à Bristol en Angleterre, est un évangéliste chrétien appartenant aux Assemblées de Frères (parfois appelées Plymouth Brethren ou darbystes), et directeur de l'orphelinat d'Ashley Down à Bristol.

## Biographie

### Jeunesse
George Müller est né à Kroppenstedt, un village près de Halberstadt dans le royaume de Prusse. En 1810, la famille Müller s'installe à proximité de Hadmersleben, le père de famille y ayant été nommé percepteur d'impôts. Au début de sa vie, George Müller n'est guère marqué par la morale chrétienne : à l'âge de 10 ans, il volait de l'argent à son père et donc, indirectement, au gouvernement et à 14 ans, il ne s'est pas préoccupé de sa mère mourante, préférant boire et jouer aux cartes avec ses amis.
Son père espérant lui donner une éducation qui lui permettrait d'obtenir un poste bien payé de pasteur de l'Église d'État, le jeune George Müller part donc étudier la théologie à l'Université de Halle. Là, il rencontre un autre étudiant (Beta) qui l'invite à une cellule de prière piétiste, où, bien accueilli, il commence à lire régulièrement la Bible et à discuter avec les autres participants aux réunions. Après avoir vu un homme prier Dieu à genoux, il est convaincu de son besoin personnel de salut. Dès son retour chez lui, il se met à genoux et prie. Il demande à Dieu de l'aider dans sa vie et de le bénir partout où il allait et de lui pardonner ses péchés. Il arrête immédiatement de boire, de voler et de mentir et développe le désir de devenir missionnaire. Il commence à prêcher régulièrement dans les églises alentour et continue de se réunir avec les autres églises.

### Ministère
En 1829, Müller approche la Société missionnaire de Londres pour travailler à la promotion du christianisme parmi les Juifs, mais il va finalement à Teignmouth et occupe un ministère pastoral à Teignmouth. Peu de temps après, il épouse Mary Groves. Durant son service de pasteur à l'église, partisan de reposer uniquement sur la foi, il refuse tout salaire régulier, estimant que cela pourrait conduire les membres d'église à donner par devoir et non plus par l'effet de leur libre volonté. Il élimine la pratique de la location de bancs d'église, faisant valoir que cela confère un prestige injuste aux riches.
Müller déménage à Bristol en 1832 et il fonde avec Henry Craik un groupe de prière dans le mouvement des Assemblées de Frères, qui est organisé en des sous-groupes selon les âges . En 1834, il fonde l'Institution des Connaissances Bibliques pour la Maison et à l'Étranger, dans le but d'aider les écoles chrétiennes et les missionnaires, la distribution de la Bible et tracts sur le christianisme, et fournir un fondement biblique aux écoles régulières, aux écoles du dimanche et aux écoles pour adultes. À la fin février 1835, il y a cinq écoles de jour - deux pour les garçons et trois pour les filles. Ne recevant pas le soutien du gouvernement mais uniquement les dons non sollicités, cette organisation reçoit et débourse 1 381 171 de livres Sterling - environ l'équivalent de 90 millions de livres Sterling aujourd'hui - au moment de la mort de Müller, principalement pour soutenir les orphelinats et de distribuer environ 285 407 bibles, 1 459 506 Nouveaux Testaments et 244 351 autres textes religieux, qui sont traduits dans une vingtaine d'autres langues. L'argent est également utilisé pour soutenir d'autres missionnaires dans le monde entier tel que Hudson Taylor.

### Les orphelinats

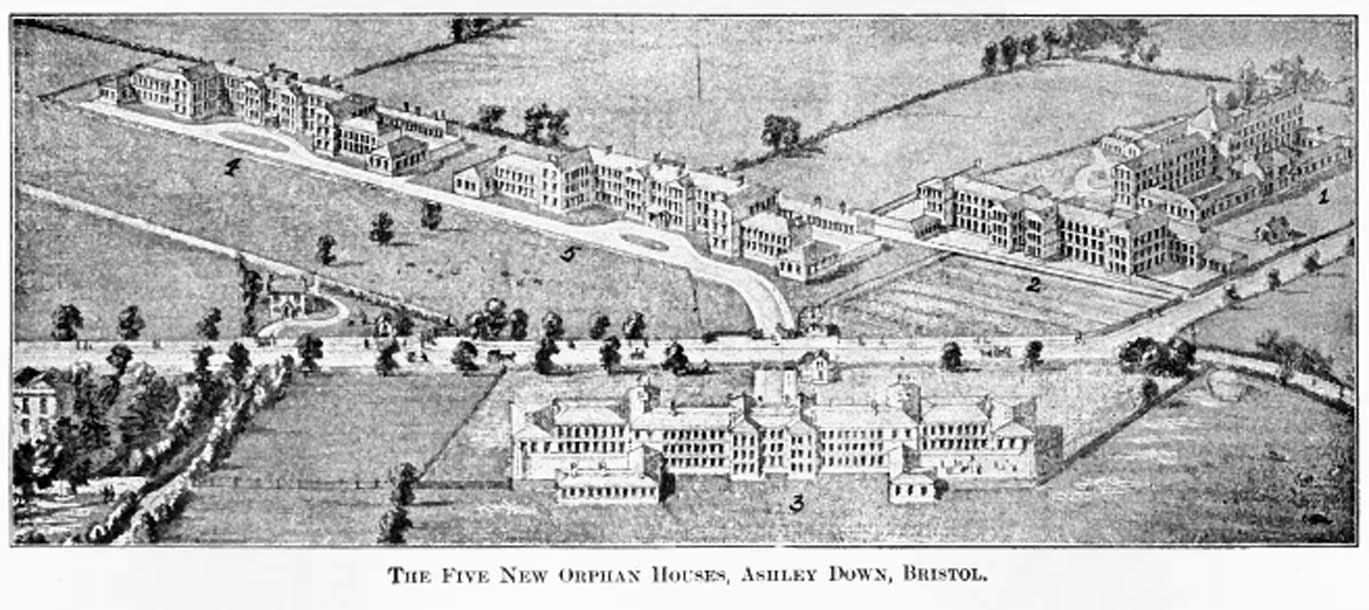
Orphelinat à Ashley Down

Le travail de Müller et de son épouse avec des orphelins a commencé en 1836 avec la mise à disposition de leur propre maison du 6, rue Wilson à Bristol pour l'hébergement de trente filles. Peu de temps après, trois maisons supplémentaires dans la rue Wilson sont aménagées portant à 130 le nombre d'enfants pris en charge. En 1845, étant donné l'accroissement du nombre de ses pensionnaires, Müller décide qu'il est nécessaire d'obtenir un autre bâtiment pour y accueillir 300 enfants et en 1849, cette maison ouvre ses portes à Ashley Down à Bristol. L'architecte chargé de dessiner les plans demande à le faire gratuitement. En 26 mai 1870, 1 722 enfants sont hébergés dans cinq maisons, bien qu'il y ait de l'espace pour 2050 (Maison no 1 - 300, Maison no 2 - 400, Maison no 3 - 450). L'année suivante, il y a 280 orphelins dans la maison no 1, 356 dans la maison no 2, 450 dans la maison no 3, 4 et 309 dans la maison no 5.
De manière remarquable, George Müller n'a jamais fait de recherche de fonds, pas plus qu'il ne s'est endetté, bien que le coût de construction des cinq maisons se soit élevé à plus de 100 000 livres Sterling. Plusieurs fois, il reçoit des dons de nourriture non sollicités quelques heures seulement avant le repas des enfants, ce qui renforce sa foi en Dieu. Par exemple, lors d'une occasion (bien documentée), ils remercient Dieu pour le petit déjeuner quand tous les enfants sont assis à la table et bien qu'il n'y ait rien à manger dans la maison. À la fin de la prière, le boulanger frappe à la porte avec suffisamment de pains frais pour nourrir tout le monde.

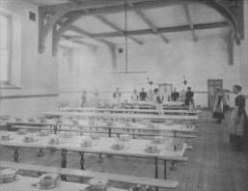
Réfectoire à Ashley Down

Il demande à ses soutiens de lui communiquer nom et adresse afin qu'un reçu leur soit délivré. Chaque don est enregistré, que ce soit un centime, 3000 livres Sterling ou une vieille cuillère à café. Les reçus sont accompagnés d'une demande : qu'ils soient conservés jusqu'à ce que le prochain rapport d'activités annuel soit publié, afin que les bailleurs de fonds puissent confirmer les montant déclarés dans ce rapport. Les documents comptables ont été scrupuleusement conservés et rendus disponibles pour le contrôle.
Chaque matin après le petit déjeuner il y avait un temps de lecture biblique et de prière, et chaque enfant recevait une Bible à la sortie de l'orphelinat avec un coffret d'étain contenant deux vêtements de rechange. Les enfants étaient bien habillés et bien éduqués - Müller employa même un inspecteur d'école afin de maintenir un haut niveau d'études.
Selon sa propre autobiographie, il aurait, au cours de sa vie, pris en charge plus de 10 000 orphelins. Il s'est fait connaître pour avoir fourni une excellente éducation aux enfants confiés à sa garde, au point d'être accusé d'élever les pauvres au-dessus de leur situation naturelle dans la vie.

### Évangélisation
En 1875, à l'âge de 70 ans et après la mort de sa première femme en 1870 et son remariage avec Grace Susannah Sanger en 1871, Müller et Susannah commencent une période de 17 années de voyages missionnaires :
| De                 | à                | Itinéraire                                                                  |
| ------------------ | ---------------- | --------------------------------------------------------------------------- |
| 26 mars 1875       | 6 juillet 1875   | Angleterre                                                                  |
| 15 août 1875       | 5 juillet 1876   | Angleterre, Écosse et Irlande                                               |
| 16 août 1876       | 25 juin 1877     | Suisse, Allemagne et en Hollande                                            |
| 18 août 1877       | 8 juillet 1878   | Canada et États-Unis (il fut accueilli à la Maison Blanche !)               |
| 5 septembre 1878   | 18 juin 1879     | Suisse, France, Espagne et Italie                                           |
| 27 août 1879       | 17 juin 1880     | États-Unis et le Canada                                                     |
| 15 septembre 1880  | 31 mai 1881      | Canada et États-Unis                                                        |
| 23 août 1881       | 30 mai 1882      | Égypte, Palestine, Syrie, Turquie et Grèce                                  |
| 8 août 1882        | 1er juin 1883    | Allemagne, Autriche, Hongrie, Bohême, Russie et Pologne                     |
| 26 septembre 1883  | 5 juin 1884      | Inde                                                                        |
| 18 août 1884       | 2 octobre 1884   | Angleterre et Pays de Galles du Sud                                         |
| 16 mai 1885        | 1er juillet 1885 | Royaume-Uni                                                                 |
| 1er septembre 1885 | 3 octobre 1885   | Angleterre et Écosse                                                        |
| 4 novembre 1885    | 13 juin 1887     | États-Unis, Australie, Chine, Japon, Singapour, Malaisie, Sri Lanka, France |
| 10 août 1887       | 11 mars 1890     | Australie, Tasmanie, Nouvelle-Zélande, Sri Lanka et Inde                    |
| 8 août 1890        | Mai 1892         | Allemagne, Suisse, Autriche et Italie                                       |

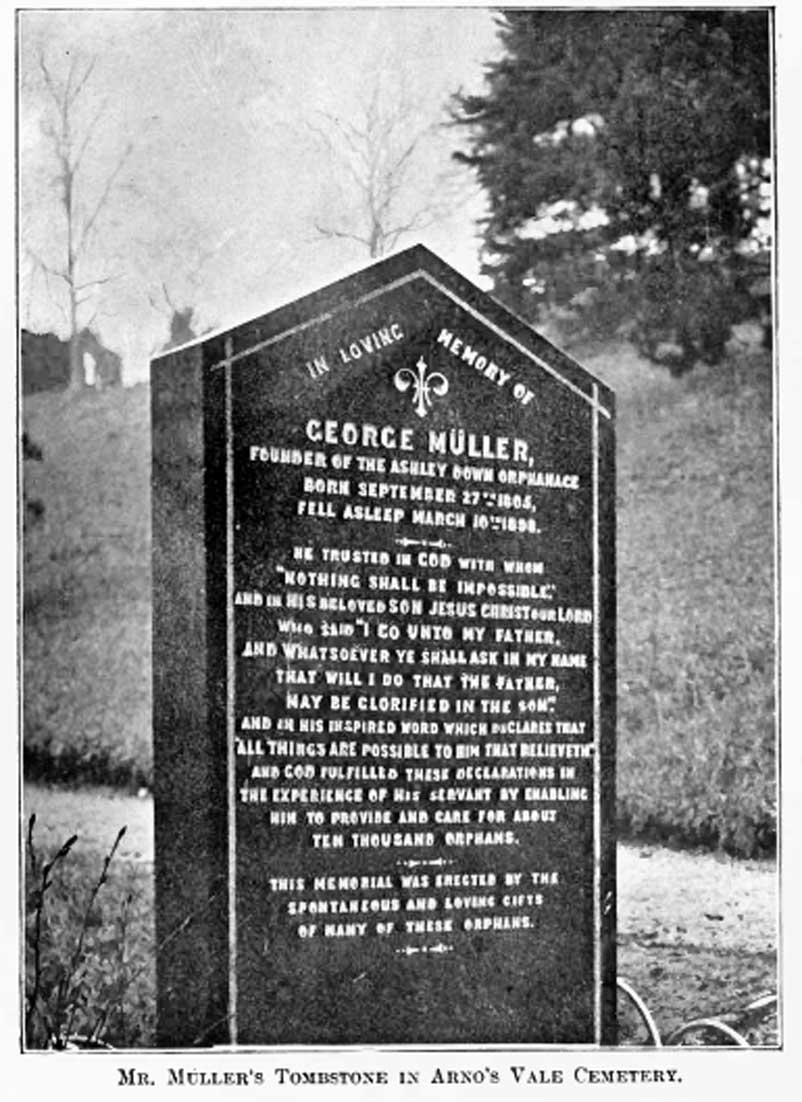
Tombe de George Müller

En général, George Müller paie toujours son hébergement au tarif normal grâce aux dons reçus pour son propre usage. Cependant, si quelqu'un offre de payer ses frais d'hôtel, Müller enregistre ce montant dans ses comptes.
Il parcourt plus de 200 000 miles, un accomplissement extraordinaire pour une époque où l'aviation n'existe pas. Ses compétences linguistiques lui permettent de prêcher en anglais, français et allemand, et ses sermons sont traduits dans les langues des pays visités où ces langues ne sont pas comprises. En 1892, il se retire en Angleterre, où il meurt le 10 mars 1898 à New Orphan House n° 3.

## Théologie

### Croyances
Étant l'un des fondateurs des Assemblées de Frères, George Müller influence la ligne théologique de ce mouvement, en le définissant comme chrétien seulement, avec comme axes majeurs :
- l'importance de l'engagement personnel,
- la volonté d'être réunis « autour du Seigneur », dans la simplicité, entre « frères » (dans une démarche originellement piétiste),
- le sacerdoce universel sans nomination et spontané (absence de clergé et de liturgie),
- l'autonomie des Églises locales dirigées souvent par des anciens (congrégationalisme).

Selon son autobiographie, George Müller examine par lui-même, à la lumière des textes bibliques, « son standard unique de jugement », les doctrines dignes d'être retenues. Il fait à ce sujet une expérience particulière alors qu'il est dans la vingtaine. Il note ainsi dans son autobiographie que « « la Parole de Dieu est notre seul critère de jugement dans les choses spirituelles, qu'elle ne peut s'expliquer que par l'Esprit Saint et ceci aussi bien dans notre époque ainsi que dans les temps anciens, (...) le Saint-Esprit seul peut nous apprendre sur notre état de nature, nous montrer la nécessité d'un Sauveur, nous permettre de croire en Christ, nous expliquer les Écritures, nous aider dans la prédication, etc. C'était cependant durant mes début dans la compréhension de ce dernier point en particulier que l'effet en moi a été grand, car le Seigneur m'a permis de mettre cela à l'épreuve de l'expérience, en établissant côté commentaires, et presque tous les autres livres, et tout simplement la lecture de la Parole de Dieu et son étude. Le résultat était que le premier soir que je me suis enfermé dans ma chambre, me donnant à la prière et la méditation sur les Écritures, j'ai appris plus en quelques heures que je n'avais fait pendant une période de plusieurs mois auparavant. Mais la différence particulière a été que j'ai reçu une véritable force en mon âme en le faisant. Je commençai donc à essayer par le test de l'Écriture ce que j'avais appris et vu, et a constaté que seuls les principes qui résisté à l'épreuve étaient vraiment de valeur. » » Il a également décrit la façon dont il est venu à croire aux doctrines de l'élection, du pardon et de la grâce durant son séjour à Teignmouth en 1829.

### Rôle dans les divisions doctrinales au sein des Assemblées de frères
Des différences doctrinales ont divisé le mouvement des Frères de Plymouth dans les années 1840 et George Müller était déterminé à établir la vérité par la « norme infaillible de l'Esprit Saint »,. L'une de ces question portait, dans l'Assemblée de Gédéon, sur l'admission la présence des non-baptisés à la communion (sacrement) et l'opinion que certains bancs de l'église étaient considérés privés; Müller et Craik se sont alors retirés de cette congrégation en se concentrant après cela sur la chapelle de Bethesda. Une autre était l'ouverture de l'église aux non-baptisés. Müller et Craik avaient conclu indépendamment que les croyants non baptisés qui vivaient selon les principes bibliques ne devraient pas se voir refuser l'adhésion.
John Nelson Darby et Benjamin Wills Newton étaient en opposition concernant certaines questions de principe ou de doctrine et une discussion a eu lieu à Plymouth le 5 décembre 1845. Un document intitulé Les Principes des Frères larges a déclaré : « Certains tracts émis par M. Newton ont été jugés contenir une erreur quant à la nature du Seigneur Jésus-Christ et la question se pose de savoir si elle était suffisante pour exclure de la congrégation ceux qui soutiennent l'enseignement erroné, ou si tous ceux qui appartenaient à une congrégation où l'erreur était tolérée devaient être expulsés, même si ces derniers n'avaient pas personnellement embrassé cette idée. Un parti dirigé par M. Darby soutenait le dernier point de vue. D'autres, en particulier l'Église de Bethesda dans laquelle Müller et Craik servaient, ne refusait d'admettre que ceux qui soutenaient personnellement la doctrine hérétique. Le parti « étroit » refusa alors d'avoir une communion avec d'autres membres de l'Église Bethesda ou avec quiconque partageait les mêmes idées. Ce dernier parti fut bientôt nommé « Frères larges ». Le parti le plus radical du mouvement des frères était connu sous le nom de « Frères étroits » et était dirigé par Darby. Darby a appelé Müller en juillet 1849 à discuter de la scission, mais Müller avait de nombreux engagements antérieurs et ne pouvait recevoir Darby que pendant dix minutes. Il était bien entendu impossible de discuter en profondeur le problème en un temps si court, et les deux hommes ne se sont jamais plus rencontrés.

### Eschatologie
Bien que la doctrine eschatologique sur l'enlèvement des chrétiens par Dieu avant la fin du monde ait pris une ampleur croissante dans la littérature du mouvement des Frères, Müller se méfiait de ces enseignements. George Müller ainsi que d'autres tels que Benjamin Wills Newton et Samuel Prideaux Tregelles penchaient plus vers une doctrine d'un enlèvement post-apocalypse des chrétiens par Dieu. Il disait : « l'Écriture déclare clairement que le Seigneur Jésus ne viendra pas avant que l'apostasie ait eu lieu, et que l'homme du péché ait été révélé ... ».

### Théologie du don
Matthieu chapitre 6 v 3-4 stipule : « Mais quand vous faites des actes miséricordieux, ne laissez pas votre main gauche savoir ce que votre main droite fait, de sorte que vos actions peuvent être miséricordieuses dans le secret. Et votre Père qui voit ce qui est fait en secret vous le rendra ». En 1886, Müller commençait à enregistrer à la fois ses revenus et les montants qu'il donnait de suite, de 1831 à 1885. Cela semble être en contradiction avec l'enseignement dans Matthieu. Cependant, le désir de Müller sur-circonscription était de prouver que Dieu répond à la prière et, en regardant sa vie dans son ensemble, personne ne pouvait l'accuser de chercher les louanges de l'homme. Il écrivait souvent au sujet de la gestion de l'argent et le non-recours aux richesses de la terre, et comment Dieu bénit l'homme qui tient à ces principes, et estime maintenant que la pose de ses propres expériences ne serait prouver la véracité de ses allégations. Ses revenus personnels provenant de dons non sollicités (il a refusé toute forme de salaire) est passé de 151 livres Sterling en 1831 à plus de 2000 livres Sterling en 1870. Toutefois il gardait seulement autour de 300 livres Sterling par an pour lui et sa famille, le reste il en faisait don.

### Foi en la prière
George Müller passait des heures en prière chaque jour et lisait également la Bible, qu'il lisait dans son intégralité quatre fois par an. Il priait à propos de tout et espérait que chaque prière soit exaucée. Il a relaté différentes expériences à l'appui de sa croyance : Lors d'une traversée de l'Atlantique, son navire se retrouva dans un brouillard épais. Il expliqua au capitaine qu'il avait absolument besoin d'être au Québec le lendemain après-midi, mais le capitaine lui dit qu'il ralentissait le navire pour des raisons de sécurité et que le rendez-vous de Müller ne serait pas possible. Müller a demandé d'utiliser la chambre des cartes en vue de prier pour la dissipation du brouillard. Le capitaine le suivit vers le bas, affirmant que ce serait une perte de temps. Après que Müller ait prié, le commandant de bord commença à prier, mais Müller l'arrêta, en partie à cause de l'incrédulité du capitaine, mais surtout parce qu'il croyait que la prière avait déjà reçu sa réponse. Lorsque les deux hommes retournèrent sur le pont, ils notèrent que le brouillard s'était dissipé. Le capitaine se convertira au christianisme peu de temps après.
Un autre fois, l'une des chaudières de la maison des orphelins était tombée en panne ; Müller avait besoin qu'elle soit réparée. En effet c'était un problème, parce que la chaudière a été imbriquée et la temps se détériorait de jour en jour. Il pria donc pour deux choses : d'une part que les travailleurs qu'il embaucherait aient envie de travailler toute la nuit et d'autre part que le temps s'améliore. Le mardi avant que le travail ait commencé, un vent du nord souffla le matin avant l'arrivée des ouvriers, un vent du sud se mit à souffler et il était si doux qu'aucun feu n'était nécessaire pour réchauffer les bâtiments. Cette soirée-là, le contremaitre de la société contractés se rendit sur les lieux pour voir comment il pourrait accélérer les choses et ordonna les hommes de reprendre le travail très tôt le matin. Le chef d'équipe dit qu'ils préféreraient travailler toute la nuit. Le travail fut terminé en 30 heures.
En 1862 il a été découvert que l'un des égouts était bouché. Étant quelque 11 pieds sous terre, les ouvriers étaient incapables de trouver le blocage malgré plusieurs tentatives. Müller pria à propos de la situation et les ouvriers ont trouvé en un coup l'endroit où le problème se trouvait.
Le 14 janvier 1865, des vents violents ont causé des dégâts considérables dans la région de Bristol et ont endommagé les toitures des orphelinats en une vingtaine d'endroits. Environ une vingtaine de fenêtres ont également été brisées ainsi que deux cadres endommagés lors de la chute des ardoises de la toiture. Les couvreurs généralement employés avaient déjà engagé leur personnel à d'autres travaux si bien que rien ne pouvait être fait avant le lundi. Si les vents et surtout les fortes pluies avaient continué ainsi, les dommages causés à l'orphelinat auraient été majeurs. Après avoir prié énormément, le vent s'est arrêté dans l'après-midi et aucune pluie n'est tombée jusqu'au mercredi, date à laquelle la plupart des dommages ont été réparés.

## Critiques
William Henry Smith a dit : « Le monde ayant du mal à comprendre n'a même pas encore vraiment saisi le principe puissant sur lequel il [Müller] a agi, mais il est enclin à penser à lui comme un simple beau vieux gentilhomme qui aimait les enfants, une sorte de tuteur glorifié des pauvres qui au fil des années pouvait sans risque être décrit dans le langage des grands de journaux comme un « prophète de la philanthropie. » Le décrire ainsi manque cependant la composante spirituelle très importante de la vie de George Müller. C'est parce que l'esprit charnel est incapable d'appréhender la vérité spirituelle que le monde en ce qui concerne les Maisons des Orphelins seulement avec l'intérêt languissant de l'humanitarisme et reste inconscient de leur témoignage extraordinaire de la fidélité de Dieu. »

## La Fondation de Bienfaisance George Müller
Après sa mort, son travail a été poursuivi par la Fondation George Müller, qui a été renommée The George Müller Charitable Trust, le 1er mars 2009. La Fondation maintient le principe-clé de la recherche de dons par la prière uniquement - elle rejette activement les activités de collecte de fonds. Cette charité de bienfaisance travaille en collaboration avec les églises locales dans la région de Bristol pour leur permettre d'atteindre et de prendre soin de leurs communautés, en particulier les enfants, les jeunes et les familles ayant des besoins physiques, affectifs, sociaux ou spirituels, il fournit également des soins à domicile pour les anciens et les encourage à donner pour soutenir la mission, les services sociaux de secours et de travaux de développement à travers le monde.
Un petit musée est géré au siège de la fondation à Cotham Park, Bristol. Des fichiers sur tous les enfants qui sont passés par l'orphelinat sont détenus et peuvent être consultés par des proches pour une somme modeste.